# 中根英登
中根 英登（なかね ひでと、1990年5月2日 - ）は、名古屋市出身の日本の元自転車競技選手。名古屋市立緑高等学校、中京大学卒業。2022年11月に現役引退を表明し、現在は愛三工業レーシングチームの上級アドバイザーを務めている。

## 主な戦績
2013
ツール・ド・北海道 総合6位
2014
ツール・ド・熊野 総合4位
ツール・ド・イジェン 総合4位
ツール・ド・東ジャワ 総合9位
2015
ツール・ド・熊野 総合4位、山岳賞
2016
ツール・ド・北海道 総合4位
2017
ツール・ド・アゼルバイジャン 総合8位
ツール・ド・北海道 総合9位
2018
ツアー・オブ・ジャパン 総合9位
2020
ツール・ド・ランカウイ 区間優勝（第6ステージ）